# Armando Madonna
Armando Madonna (* 5. Juli 1963 in Alzano Lombardo, Bergamo) ist ein italienischer Fußballtrainer und ehemaliger Mittelfeldspieler. Als Spieler war er unter anderem für Atalanta Bergamo, Piacenza und Lazio Rom aktiv. Zuletzt war er als U19-Trainer bei Inter Mailand unter Vertrag. Sein Sohn Nicola ist ebenfalls Profifußballer.